# Thomas Görtz
Thomas Görtz (geboren 1971 in Heinsberg) ist ein deutscher Kommunalpolitiker.
Görtz ist CDU-Mitglied und seit 2014 Bürgermeister der Stadt Xanten.
Vor seiner politischen Karriere absolvierte Görtz eine Ausbildung im gehobenen Dienst zum Diplom-Verwaltungswirt. Bis zu seiner Wahl zum Bürgermeister war er Kämmerer und Schuldezernent Xantens. Görtz hat im Jahr 2008 für das Bürgermeisteramt der Stadt Wülfrath kandidiert. In seiner Heimatstadt Heinsberg machte der Diplom-Verwaltungswirt (FH) erste berufliche Schritte: Verwaltungsleiter des Abfallwirtschaftsbetriebs, dann Personalmanagement bei der Kreisverwaltung. Er wechselte zur Gemeindeprüfungsanstalt NRW, für die er auf den Gebieten Beteiligungsmanagement/Finanzen, Personal und Organisation, Jugend und Soziales tätig war. Als Fachprüfer lernte er viele Städte und 2004 auch Wülfrath kennen. Als GPA-Teamleiter ist er in Großstädten des Landes unterwegs, um zu prüfen und zu beraten.